# マスティーノ1世・デッラ・スカラ
レオナルディーノ・デッラ・スカラ（イタリア語：Leonardino della Scala）、通称マスティーノ1世（1220年? - 1277年10月26日）は、デッラ・スカラ家に属した人物。ジャコピーノ・デッラ・スカラの息子で、 1259年にはセレアとヴェローナの領主（ポデスタ）、1260年からヴェローナのカピターノ・デル・ポポロ（「民衆のキャプテン」の意味）、1261年から1269年まで「商人の家」のキャプテンを務めた。

## 生涯

### ポデスタ任命
1220年生か。前半生については不明である。その後、エッチェリーノ3世・ダ・ロマーノ（1194年4月25日 ‐ 1259年10月7日）自殺せしとの報を聞いたヴェロネーゼの自治体は、取り急ぎ新しいポデスタを任命することにした。このようにして、1259年1月にエッチェリーノに代わってすでにポデスタになっていたジャコピーノ・デッラ・スカラの息子であるレオナルディーノ・デッラ・スカラが選出された。現地の通説では、商人を生業とする家系の出で、控えめな振る舞いの首長ということであった。民衆の中にあって、「人民のために、人民によって選ばれた人民の男」であるとの自覚をしていたのである。マスティーノ1世はサンタ・マリア修道院（Santa Maria in Organo）に仕え、同修道院の領内に土地を所有していたうえに、チェレーアのポデスタでもあり、一族の毛織物貿易で長年にわたって蓄積した富を有していたことが、文書から分かっている。権力を握ったマスティーノは、自らを街の主ではなく、街の守護者としていた。事実住民への愛情を示すために、自治体ではなく、カピターノ・デル・ポポロ（「人民の長」の意味、英語の「Captain of people」に対応）という役職を任されていた。

### 政治思想
政治家としては、ギベリンだったマスティーノは戦争よりも平和を望んだ。聖ボニファティウス伯爵家（San Bonifacio）のようなすでに追放された敵を城壁内に呼び戻させ、グエルフ家や近隣で勢力をふるったマントヴァ、エステ家とも友好的な和平条約を結んでいる。当時の年代記作家は、カピターノ・デル・ポポロにマスティーノが在任していた時代について一言で表すと、「平和が築かれた」と述べている。その短い任期の満了時には、ポデスタの地位をヴェネツィア人のアンドレア・ゼノ（Andrea Zeno）に譲り、ますます強力になるヴェネツィアから、ヴェネツィアの商人たちのアディジェ川海域における自由な交易・往来を手に入れたのである。
マスティーノは、当初からヴェローナの領主たらんことを目指していたが、市民や市外に不安を与えることなく行動する方法を会得しており、特に有能な弟アルベルトの助言をよく聞き入れていた。マスティーノは、最も重要なことは自分の属する商人層が、富を生み、兵士を供給し、市議会で多数派となることであると考えていた。
1259年、国民の全会一致の意志により、マスティーノは人民のポデスタ（イタリア語：podestà del popolo、ラテン語：potestas populi）という、住民と一体化した役職に選ばれた。1261年、マスティーノはヴェローナ商人たちの協議会であるドムス・メルカトルム（Domus Mercatorum）のポデスタにも就任し、ヴェローナで権力を握っていた芸術を実質的に扱えるようになった。この職は1269年まで彼の手中に残ったものの、1277年には弟に引き継がれ、弟はメスティエリのガスタルドーニと全市民の代表（capitano e rettore dei gastaldioni dei Mestieri e di tutto il popolo）となり、特別な権限を持つようになり、スカリゲル領主家が誕生した。それからの数年間は、途中に暴動があったたものの、平和が続き、暴動も容易に収拾が着いた。
民衆の意志に従い、ゲルフの亡命者、エステ家、マントヴァの人々とも平和を実現した。しかし、1265年にトレント、1266年にヴィチェンツァの征服に成功したが、北部では司教の力、また東部ではパドヴァの影響力が強く、この二つの征服は短期間で終わった。

### コッラディーノの来訪・破門
1266年、ホーエンシュタウフェン家の最後の子孫であるコッラディーノ・ディ・スヴェヴィアは、神聖ローマ皇帝コンラート4世とバイエルン家のエリーザベト・ディ・バヴィエラの子として、内紛の続くイタリア各州の平和回復を口実に、間もなくイタリアに武装した状態で来るとの報せを伝えた。
シュヴァーベン公だったコッラディーノは1267年、ドイツの諸侯をなだめた上で、アルプス越えを決意していたという。一方、マスティーノはチロル伯の助けを借りてトレントの司教を追い出し、国境地帯にある重要な町にヴェローナ領主領を設置し、短期間ながらヴェローナの支配領域を大幅に拡大した。同年10月21日、コッラディーノはヴェローナの門をくぐり、街を装飾し、豪華な客人を迎えるために大規模で豪勢な宴会を用意していたマスティーノからの朗らかな歓迎を受けた。しかし、ヴェネト、ロンバルディア、さらにはトスカーナやシチリアのほとんどの都市から大使がヴェローナにやってきて、コッラディーノに敬意を表しているうちに、ローマでは（同年）11月18日に教皇クレメンス4世がコッラディーノとコッラディーノを支持する全イタリア、とりわけヴェローナのギベリン（皇帝派）に対して破門を宣言していたのである（マスティーノはもちろん、弟のアルベルトも含まれていた）。ヴェローナの人々はこれに深く衝撃を受けたが、ほとんどの人はすぐにこのことを忘れ、「まだ日曜日のミサに出席できた」という。コッラディーノは直後にパヴィアに招かれ、1268年、コッラディーノはマスティーノとヴェローナの民兵に護衛されて同市へ赴いた。パヴィアに到着すると、コッラディーノたちは再び朗らかに歓迎をされ、マスティーノはロンバルドのポデスタに昇格することとなった。
一方ヴェローナでは、マスティーノの不在の間に事態は悪化した。ロドヴィーコ伯爵率いるサンボニファチオ（Sambonifacio）家は、プルチネッラ・デッレ・カルチェリ（Pulcinella delle Carceri）と同盟し、レニャーゴ、イッラージ、ヴィッラフランカ、その他ヴェローナの多くの町で、デッラ・スカラ家の守備隊の排除に成功していたのである。この結果、反デッラ・スカラの軍だけでなく、住民たちも巻き込んだ激しい戦闘が繰り広げられ、住民たちはめいめいの軍のところに亡命せざるを得なくなった。この激しい衝突の中で、マスチーノの弟ボッカ・ダラ・スカラ（Bocca）も命を落としている。しかし間もなく、マスティーノの軍隊は勝利し、陥落した町や村の支配権を取り戻し、ヴェロネーゼから追放された者たちが居を構えていたマントヴァと和平・同盟交渉が行われ、アルベルト1世やマスティーノ2世の政権下で反逆者が受けたほど残虐なものではなかったながらも、彼らは処罰されることとなった。
1274年、マスティーノはアルベルトをマントヴァのポデスタ（領主）に任命することに成功し、2つの都市間の永続的な平和と友好関係を保証した。この平和な時代に、マスティーノは宮殿や城の装飾や増築、経済と都市貿易の管理、さらにヴェネト全土から芸術家や文人を宮廷に招くことなどに専念した。
コッラディーノの死で、栄光のホーエンシュタウフェン王朝は滅亡した。しかし間もなく、新しい神聖ローマ皇帝ルドルフ・フォン・ハプスブルクの使節が、帝国国旗と皇帝個人の旗を携えて麗麗とヴェローナに到着した。施設はルドルフからの挨拶を預かっており、評議会やヴェローナの人々からの忠誠の慣行を待っていた。評議会は、ヴェローナに忠誠を誓わせ、ヴェローナは再びドイツ皇帝の「保護」下に入った。ヴェローナは神聖ローマ帝国の支配下に置かれたが、教会との関係は非常に不安定な状態が続いた。なんとなれば、破門状態が解かれていなかったためである。

### 対カタリ派・破門解除

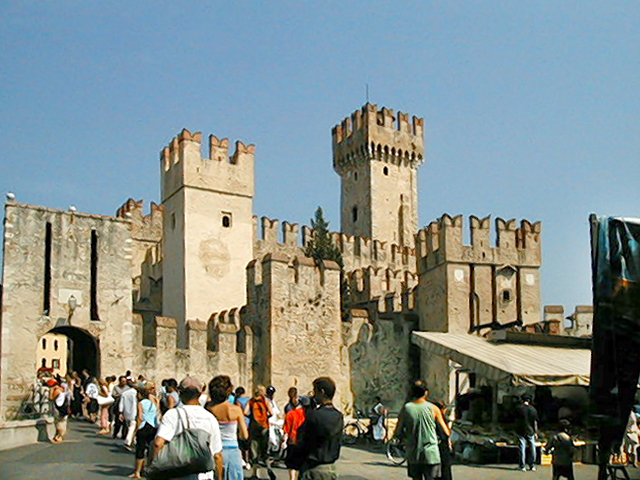
シルミオーネ、スカリゲル城

ヴェローナからそれほど遠くないガルダ湖の町シルミオーネの近くには、異端者の大規模なコミュニティのカタリ派（アルビジョワ派とも）とパタレニ派（Patareni）があった。これらは当時町を精神的にも、行政的にも支配しており、司教によって統治されながら町のすべての権力をその手に集約していた。異端審問所は、状況確認のためまずシルミオーネに数人の審問官を送り込んだ。異端の者たちが力を有しているのを見て、ヴェローナの司教フラ・ティミド（fra' Timido）は、トゥールーズのカタリ派司教ベルナルド・ディ・オリバ（Bernardo di Oliba）の支援を受けて、カタリ派の有力司教ロレンツォ（Lorenzo）を阻止すべくシルミオーネへの軍事作戦を推進した。マスティーノの弟アルベルトは、ヴェローナの民兵と共にカトゥルスの街に向けて出発し、短期間の包囲の後、これを陥落せしめることに成功した。異端の者たちは捕らえられ、兄の下でヴェローナの牢獄に連行された。アルベルトは安全を害することなく、厳しいながらも過度の処罰を加えることなく拘留した。アルベルトは数年後アレーナで行われた166人の処刑を指揮、この親カトリック的な行動とニコラウス4世との和解の上でヴェローナは破門を解かれることとなった。

### 晩年・死

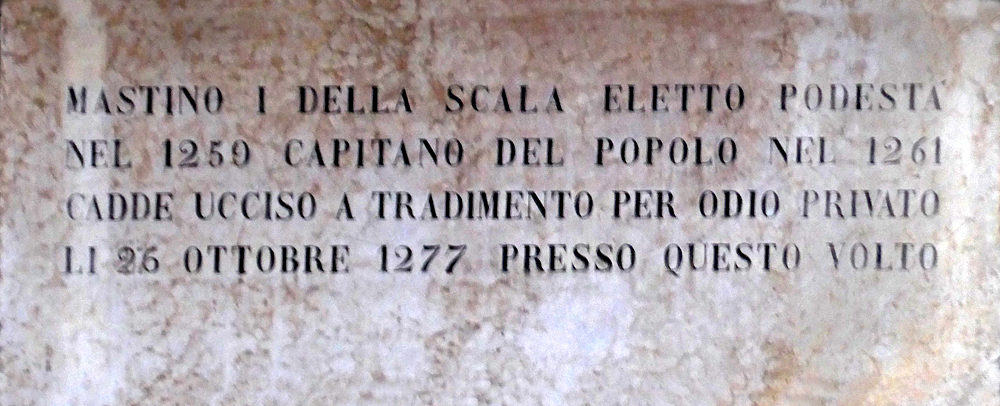
ヴェローナにある、マスティーノを描いたプレート。

1274年、ポー川流域のゲルフ派の都市がアンジュー公だったシチリア王カルロ1世（いわゆるシャルル・ダンジュー）の領有権を拒否したのに対し、ヴェローナはカスティーリャ王のアルフォンソ10世に忠誠を誓ったが、当時ローマ教皇だったグレゴリウス10世の意向に従い、ルドルフ・ディ・ハプスブルクを主権者として認め、ラヴェンナ総督府とスポレート公国を教皇領に譲り、シチリア王国の支配は断念している。教会との和平は、マスティーノにとって、そして特にヴェローナ内の平和のためにも必要であった。
1277年10月26日、マスティーノは、信頼していたアントニオ・ノガローラ（Antonio Nogarola）とともに、自宅近くで不当に暗殺された。ほとんどの資料では、ピゴッツォ家のイスナルド・デ・スカラメッリ（Isnardo de' Scaramelli）と、スパッリーノ家のある者（名前不明）が暗殺者であろう人物として挙げられている。他の資料では、歴史的に信頼できないものの、アルベルト1世が兄の地位を簒奪するために陰謀を企てて、夜中に兄を殺させたとされている。後者の仮説は、当然ながらアルベルトが暗殺などせずともいずれマスティーノの立ち位置を継承しただろう上に、マスティーノから広く政治的に評価を受けていたはずであるから、非現実的と思われる。実際、警告を受けたアルベルトは、自身がポデスタを務めていたマントヴァからすぐに戻り、街に到着すると、その復讐は陰謀者たちに逃げ道を与えなかった。

## 子女
一人の嫡男ニッコロ（1267年 - ?）がいたが、1292年にマントヴァのポデスタとなり、1294年には叔父アルベルトによって騎士に叙任された。
この他実子が7人いた。
- バルトロメオ1世・デッラ・スカラ（it:Bartolomeo I della Scala (vescovo)、? - 1290年） - ヴェローナで司教を務めた。
- グイド・デッラ・スカラ（it:Guido della Scala、1270年没） - ヴェローナ司教。
- ピエトロ1世・デッラ・スカラ（it:Pietro I della Scala、1295年没） - 1291年にヴェローナの司教
- アルディト（Ardito）
- フランチェスコ（Francesco）
- パルマのアッツォサンビターレと結婚したヴェルデ
- ラウレンシオ（Laurencio della Scala、1303年没）